# Appenwihr
Appenwihr [apənviʁ] est une commune française située dans la circonscription administrative du Haut-Rhin et, depuis le 1er janvier 2021, dans le territoire de la Collectivité européenne d'Alsace, en région Grand Est.
Cette commune se trouve dans la région historique et culturelle d'Alsace.

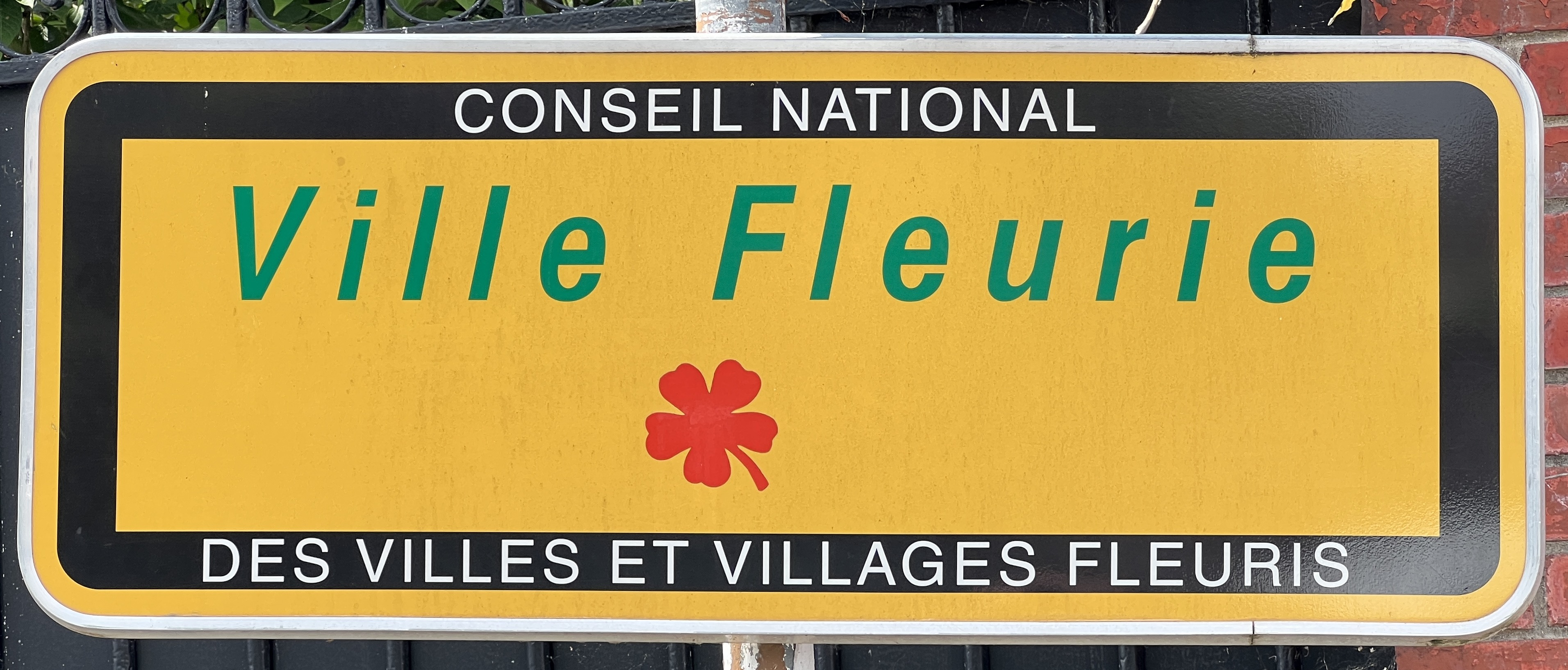
La récompense "Ville Fleurie", également connue sous le nom de "Villes et Villages fleuris, anciennement appelée concours, a été créée en 1959 en France pour promouvoir le fleurissement, l'environnement de vie et les espaces verts.

## Géographie

### Localisation
Appenwihr est située dans la Hardt au centre de la plaine d'Alsace, entre l'Ill et le Rhin.
|           | Sundhoffen   |             |
| Logelheim | Appenwihr    | Wolfgantzen |
|           | Hettenschlag |             |

### Hydrographie
La commune est dans le bassin versant du Rhin au sein du bassin Rhin-Meuse. Elle n'est drainée par aucun cours d'eau,.

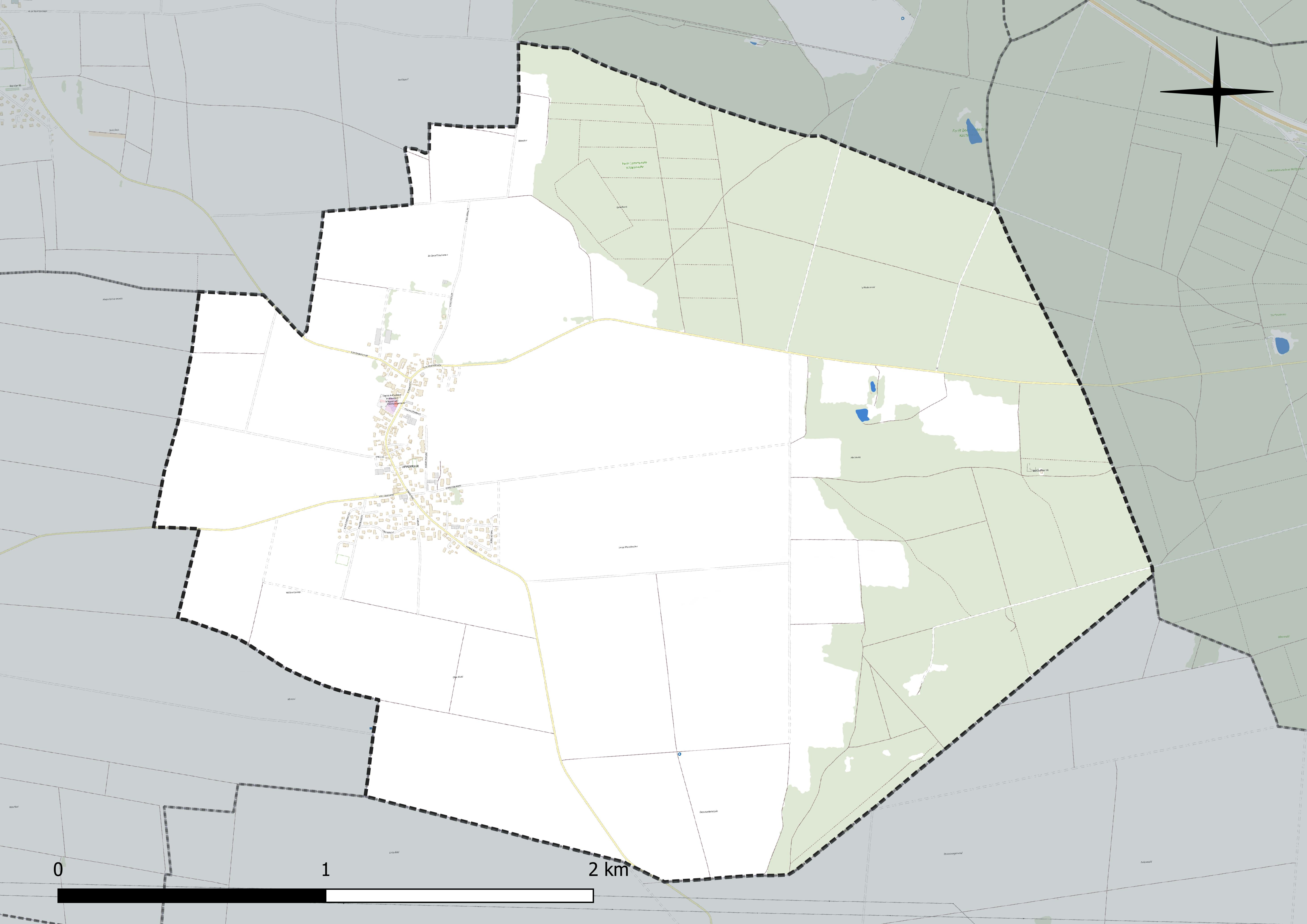
Réseau hydrographique d'Appenwihr.

### Climat
Pour des articles plus généraux, voir Climat du Grand Est et Climat du Haut-Rhin.
En 2010, le climat de la commune est de type climat océanique altéré, selon une étude du Centre national de la recherche scientifique s'appuyant sur une série de données couvrant la période 1971-2000. En 2020, Météo-France publie une typologie des climats de la France métropolitaine dans laquelle la commune est exposée à un climat semi-continental et est dans la région climatique Alsace, caractérisée par une pluviométrie faible, particulièrement en automne et en hiver, un été chaud et bien ensoleillé, une humidité de l’air basse au printemps et en été, des vents faibles et des brouillards fréquents en automne (25 à 30 jours).
Pour la période 1971-2000, la température annuelle moyenne est de 10,6 °C, avec une amplitude thermique annuelle de 17,8 °C. Le cumul annuel moyen de précipitations est de 595 mm, avec 7,9 jours de précipitations en janvier et 9 jours en juillet. Pour la période 1991-2020, la température moyenne annuelle observée sur la station météorologique de Météo-France la plus proche, « Colmar-Inra », sur la commune de Colmar à 9 km à vol d'oiseau, est de 11,3 °C et le cumul annuel moyen de précipitations est de 558,0 mm. 
La température maximale relevée sur cette station est de 39,6 °C, atteinte le 13 août 2003 ; la température minimale est de −22,5 °C, atteinte le 22 février 1986,,.
Les paramètres climatiques de la commune ont été estimés pour le milieu du siècle (2041-2070) selon différents scénarios d'émission de gaz à effet de serre à partir des nouvelles projections climatiques de référence DRIAS-2020. Ils sont consultables sur un site dédié publié par Météo-France en novembre 2022.

## Urbanisme

### Typologie
Au 1er janvier 2024, Appenwihr est catégorisée commune rurale à habitat dispersé, selon la nouvelle grille communale de densité à sept niveaux définie par l'Insee en 2022.
Elle est située hors unité urbaine. Par ailleurs la commune fait partie de l'aire d'attraction de Colmar, dont elle est une commune de la couronne,. Cette aire, qui regroupe 95 communes, est catégorisée dans les aires de 50 000 à moins de 200 000 habitants,.

### Occupation des sols
L'occupation des sols de la commune, telle qu'elle ressort de la base de données européenne d’occupation biophysique des sols Corine Land Cover (CLC), est marquée par l'importance des territoires agricoles (62 % en 2018), une proportion identique à celle de 1990 (62 %). La répartition détaillée en 2018 est la suivante : 
terres arables (62 %), forêts (34,2 %), zones urbanisées (3,8 %). L'évolution de l’occupation des sols de la commune et de ses infrastructures peut être observée sur les différentes représentations cartographiques du territoire : la carte de Cassini (XVIIIe siècle), la carte d'état-major (1820-1866) et les cartes ou photos aériennes de l'IGN pour la période actuelle (1950 à aujourd'hui).

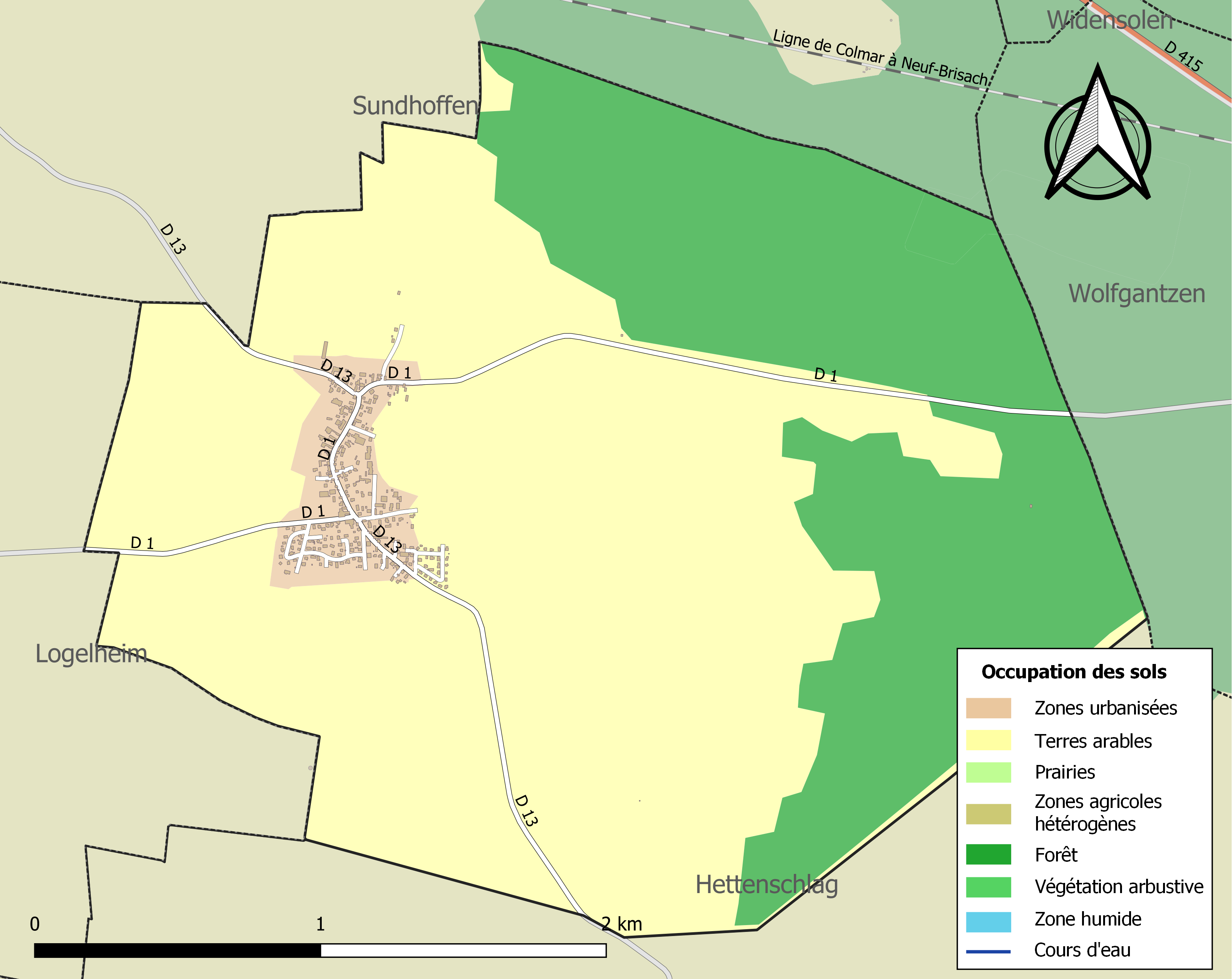
Carte des infrastructures et de l'occupation des sols de la commune en 2018 (CLC).

## Toponymie
Le nom de la localité est attesté sous les formes Abbunuuileri en 884, Villam nomine Appenwihr en 1096, puis Ecclesiam et villam de Appenwiler en 1103.
Ce toponyme semble dériver de l'anthroponyme germanique Abbon ou Appo.
La commune se nomme Àppawihr en alsacien, Appenwihr en alémanique.

## Histoire
Les fouilles effectuées dans la forêt de Kastenwald sur les tumuli d'Appenwihr¹ montrent que la région était déjà habitée au Bronze moyen. Le résultat des fouilles est exposé au Musée Unterlinden à Colmar.
Le village a été mentionné pour la première fois en 884 dans un document de donation de Charles III le Gros. Le village a été complètement détruit pendant la guerre de Trente Ans. En 1752, un incendie détruit à nouveau tout le village.
Le 5 février 1945, le village, gravement endommagé par les bombardements, est libéré par les Américains.

## Politique et administration

### Découpage territorial
La commune d'Appenwihr est membre de la communauté de communes Pays Rhin-Brisach, un établissement public de coopération intercommunale (EPCI) à fiscalité propre créé le 9 juin 2016 dont le siège est à Volgelsheim. Ce dernier est par ailleurs membre d'autres groupements intercommunaux.
Sur le plan administratif, elle est rattachée à l'arrondissement de Colmar-Ribeauvillé, à la circonscription administrative de l'État du Haut-Rhin, en tant que circonscription administrative de l'État, et à la région Grand Est.
Sur le plan électoral, elle dépendait jusqu'en 2020 du  canton d'Ensisheim pour l'élection des conseillers départementaux au sein du conseil départemental du Haut-Rhin. Depuis le 1er janvier 2021, elle dépend du même canton pour l'élection des conseillers d'Alsace au sein de la collectivité européenne d'Alsace.

### Liste des maires successifs
| Période  | Période  | Identité            | Étiquette | Qualité  |
| -------- | -------- | ------------------- | --------- | -------- |
| 1914     |          | Georges Schaeffer   |           |          |
| 1919     |          | Jules Fuchs         |           |          |
| 1919     |          | Georges Schaeffer   |           |          |
| 1929     |          | Jules Fuchs         |           |          |
| 1938     |          | Georges Schmitt     |           |          |
| 1971     |          | Antoine Loechleiter |           |          |
| 1995     | mai 2020 | André Deneuville    | UMP-LR    | Retraité |
| mai 2020 | En cours | Thierry Sautivet    |           |          |

### Budget et fiscalité 2015
En 2015, le budget de la commune était constitué ainsi :
- total des produits de fonctionnement : 285 000 €, soit 468 € par habitant ;
- total des charges de fonctionnement : 233 000 €, soit 382 € par habitant ;
- total des ressources d'investissement : 213 000 €, soit 350 € par habitant ;
- total des emplois d'investissement : 87 000 €, soit 143 € par habitant ;
- endettement : 253 000 €, soit 415 € par habitant.

Avec les taux de fiscalité suivants :
- taxe d'habitation : 7,92 % ;
- taxe foncière sur les propriétés bâties : 9,93 % ;
- taxe foncière sur les propriétés non bâties : 44,07 % ;
- taxe additionnelle à la taxe foncière sur les propriétés non bâties : 0,00 % ;
- cotisation foncière des entreprises : 0,00 %.

## Population et société

### Démographie
L'évolution du nombre d'habitants est connue à travers les recensements de la population effectués dans la commune depuis 1793. Pour les communes de moins de 10 000 habitants, une enquête de recensement portant sur toute la population est réalisée tous les cinq ans, les populations de référence des années intermédiaires étant quant à elles estimées par interpolation ou extrapolation. Pour la commune, le premier recensement exhaustif entrant dans le cadre du nouveau dispositif a été réalisé en 2006.

En 2022, la commune comptait 585 habitants, en évolution de +2,99 % par rapport à 2016 (Haut-Rhin : +0,66 %, France hors Mayotte : +2,11 %).
| 1793 | 1800 | 1806 | 1821 | 1831 | 1836 | 1841 | 1846 | 1851 |
| ---- | ---- | ---- | ---- | ---- | ---- | ---- | ---- | ---- |
| 208  | 231  | 247  | 218  | 264  | 269  | 263  | 283  | 289  |

| 1856 | 1861 | 1866 | 1871 | 1875 | 1880 | 1885 | 1890 | 1895 |
| ---- | ---- | ---- | ---- | ---- | ---- | ---- | ---- | ---- |
| 300  | 300  | 308  | 306  | 305  | 313  | 297  | 291  | 249  |

| 1900 | 1905 | 1910 | 1921 | 1926 | 1931 | 1936 | 1946 | 1954 |
| ---- | ---- | ---- | ---- | ---- | ---- | ---- | ---- | ---- |
| 228  | 221  | 238  | 193  | 193  | 206  | 207  | 194  | 177  |

| 1962 | 1968 | 1975 | 1982 | 1990 | 1999 | 2006 | 2011 | 2016 |
| ---- | ---- | ---- | ---- | ---- | ---- | ---- | ---- | ---- |
| 193  | 183  | 228  | 376  | 417  | 443  | 446  | 602  | 568  |

| 2021 | 2022 | - | - | - | - | - | - | - |
| ---- | ---- | - | - | - | - | - | - | - |
| 583  | 585  | - | - | - | - | - | - | - |

## Culture locale et patrimoine

### Lieux et monuments

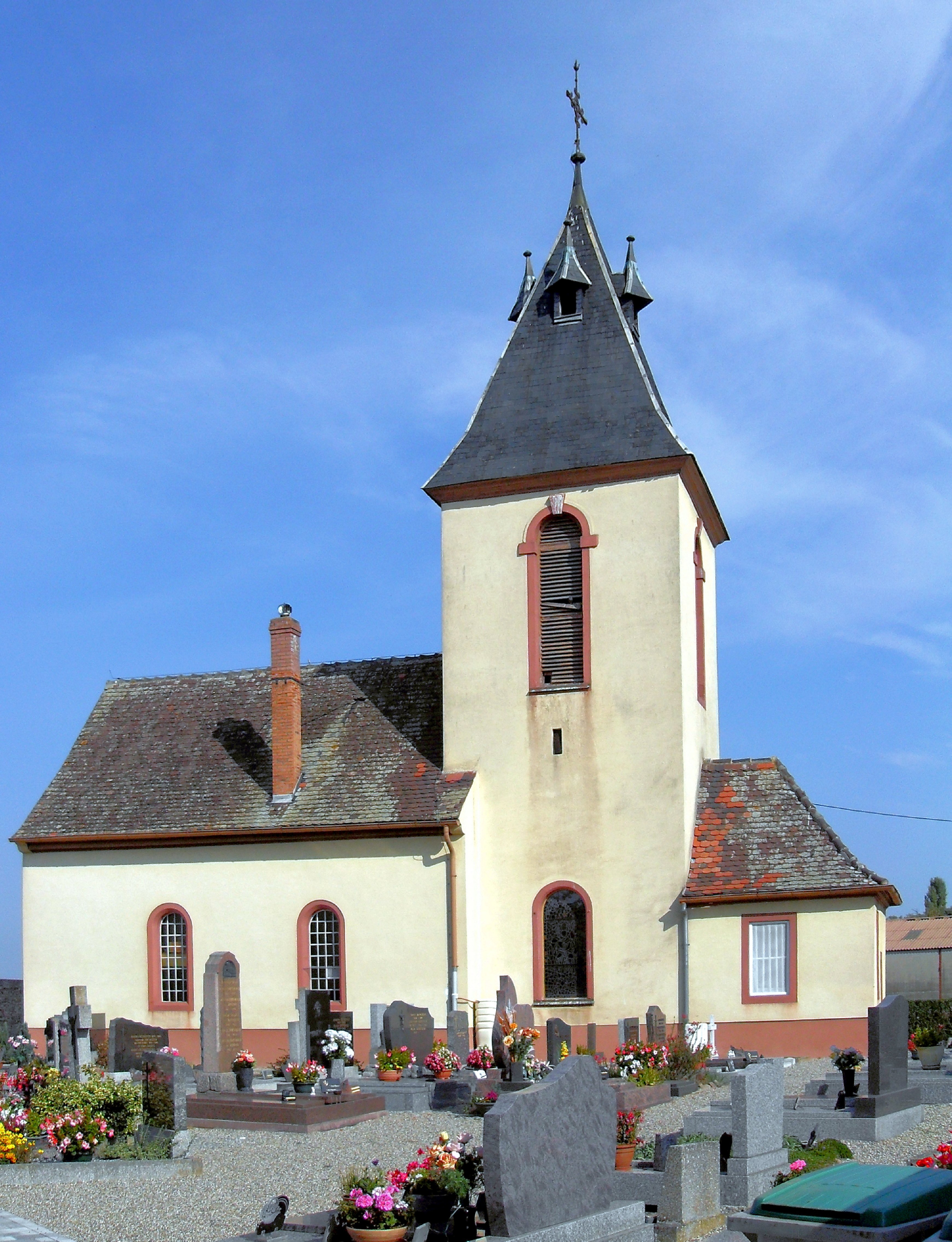
L'église Saint-Antoine.

- Les tumuli d'Appenwihr : dans la forêt de Kastenwald, se trouve un groupe de neuf tumuli de hauteur modeste (environ 1,50 m). À quelques centaines de mètres au nord-ouest de ce groupe, se dresse un tumulus d'une hauteur de 4 à 5 mètres qui n'a jamais été fouillé. Sept des tumuli du groupe ont été fouillés, l'un ayant été détruit par la construction de la départementale D1 et un autre n'a pas fait le sujet de fouilles. Ils ont été datés de l'époque du Bronze moyen et le résultat des fouilles est exposé au musée Unterlinden à Colmar.
- Pyxide du tumulus du Kastenwald[25]. La date de construction n’est pas connue, mais une paroisse est mentionnée au XIe siècle[26].
- Église Saint-Antoine[27]. Appenwihr est l'une des quelque 50 localités d'Alsace dotées d'une église simultanée[28],[29].
- Monuments commémoratifs[30].

### Héraldique
| Blason d'Appenwihr | Les armes d'Appenwihr se blasonnent ainsi : « D'argent au plant de muguet de sinople fleuri du champ accompagné en chef d'une ramure de cerf de sable posée en fasce. » |